# 浜山玉つくり遺跡
座標: 北緯36度58分15.7秒 東経137度36分04.5秒 / 北緯36.971028度 東経137.601250度
浜山玉つくり遺跡（はまやまたまつくりいせき）は、富山県下新川郡朝日町宮崎字浜山に位置する古墳時代中期の遺跡。富山県の史跡に指定されている。

## 概要
浜山玉つくり遺跡は、越中宮崎駅から南方に400メートルの山裾である浜山台地上に位置しており、海岸部より500メートル程の内陸に位置する。
1967年（昭和42年）から翌年にかけて行われた発掘調査により、古墳時代中期に玉類を製作した竪穴建物の工房跡2棟と、勾玉や管玉などの成品と多数の未成品、少量の土師器、深鉢土器、双子土器等が発見された。工房では大王などヤマト王権の指導者に献上する目的で勾玉を製造していたと考察されている。
一辺約5mの隈丸方形をした堅穴建物の第1号址には、玉類を加工するための工作用の穴が設けられ、その穴の周辺からは、硬玉の原石やそれを割る叩石（たたきいし）、玉を磨いた浜山型内磨砥石等の各種砥石、
玉に孔を穿つ鉄錐やはずみ車などの工具類並びに無数の玉類の完成品・未完成品が出土した。玉類の原石は、宮崎海岸で採取した硬玉（ヒスイ）や滑石が多く、原材料の硬玉が輸入・掘削等によるのではなく浜山近隣の海浜から探拾により確保されたと推測されている。
これらの出土品より、硬玉表面に削溝の後、打撃により分割・剥離して、選出した剥片の周囲を研磨・成形するという特徴の浜山技法による加工の様子が推測されており、日本における硬玉製勾玉等の製作過程が明らかにされた。古墳時代の硬玉製勾玉の製作方法が判明したのは当遺跡が全国初である。

## 遺跡の構成
- 第1号工房址
- 第2号工房址

## 保護活動
遺跡は埋め立て保存され、発掘調査の記録や出土品は朝日町に保管されている。

## 交通
- 最寄駅：あいの風とやま鉄道越中宮崎駅、南に徒歩13分。